# 뽀얀거탑
뽀얀거탑은 SBS 보도본부가 제작하는 팟캐스트 SBS 골라듣는 뉴스룸의 여러 프로그램 중 하나다.
의료계 이슈부터 의학 상식, 건강 정보 등을 다루는 의료 전문 팟캐스트이다.
조동찬 의학전문기자(신경외과 전문의), 류이라 아나운서가 고정으로 출연하며, 매주 월요일 0시(한국기준)에 업로드된다.
팟빵, 네이버 오디오클립, 애플 팟캐스트, SBS 뉴스 홈페이지, 고릴라 등에서 들을 수 있다.
2019년도부터 유튜브 서비스도 시작하여, 유튜브 영상으로도 시청할 수 있다.